# Pan-Amerikaans kampioenschap korfbal
Het Pan-Amerikaans kampioenschap korfbal is een vierjaarlijks korfbaltoernooi voor landenteams in Amerika. Het toernooi wordt georganiseerd door de PAKF en werd voor het eerst in 2014 gehouden. Brazilië werd de eerste Pan-Amerikaanse kampioen. In 2014 kwalificeerde de kampioen zich voor het wereldkampioenschap korfbal 2015 en in 2018 kwalificeerden de nummers 1 en 2 zich voor het wereldkampioenschap korfbal 2019

## Overzicht Toernooien
| Jaar | Gastland   |  | Goud     | Zilver            | Brons     |
| ---- | ---------- |  | -------- | ----------------- | --------- |
| 2014 | Brazilië   |  | Brazilië | Colombia          | Mexico    |
| 2018 | Colombia   |  | Suriname | Dominicaanse Rep. | Brazilië  |
| 2022 | Argentinië |  | Suriname | Brazilië          | Argenitië |

## Medaillespiegel
| Plaats | Land                   | Goud | Zilver | Brons | Totaal |
| 1      | Suriname               | 2    | 0      | 0     | 2      |
| 2      | Brazilië               | 1    | 1      | 1     | 3      |
| 3      | Dominicaanse Republiek | 0    | 1      | 0     | 1      |
| 3      | Colombia               | 0    | 1      | 0     | 1      |
| 5      | Mexico                 | 0    | 0      | 1     | 1      |
| 5      | Argentinië             | 0    | 0      | 1     | 1      |
| Totaal | Totaal                 | 3    | 3      | 3     | 9      |